# تقرن الجلد
تقرن الجلد (بالإنجليزية: Keratoderma)‏ هو حالة جلدية قرني الشكل.

## التصنيف
يقسم تقرن الجلد إلى المجموعات الفرعية التالية::506

### وراثي
- تقرن جلدي بسيط
  - تقرن جلد الراحة والأخمص المنتشر
  - تقرن الجلد الراحي الأخمصي البؤري
  - تقرن الجلد الراحي الأخمصي المنقط
- تقرن جلدي مُعقد
  - تقرن جلد الراحة و الأخمص المنتشر
  - تقرن الجلد الراحي الأخمصي البؤري
  - خلل التنسج الأديمي الظاهر
  - تقرن الجلد المتلازمي

### مكتسب
- تقرن الجلد المكتسب
  - تقرن الجلد المرتبط بالإيدز
  - تقران زرنيخي
  - مسمار القدم
  - تقرن الجلد الإياسي
  - التهاب الجلد
  - فيروس الورم الحليمي البشري
  - تقرن الجلد السيلاني
  - حزاز مسطح
  - جرب
  - تقرن الجلد المصاحب للورم
  - صدفية
  - التهاب المفاصل الارتكاسي
  - زهري
  - سعفة القدم
  - مرض سيزاري
  - سل ثؤلولي
  - تقرن الجلد المحفز بالدواء[4]